# Tell Abyad
Tell Abyad (arabă تل أبيض, kurdă Girê Spî, turcă Tellebyad, armeană Թել Աբյադ)  este un oraș și o nahie din nordul Siriei. Este centrul administrativ al districtului Tell Abyad din cadrul guvernoratului Raqqa. Situat de-a lungul râului Balikh, acesta este un oraș împărțit cu orașul învecinat Akçakale din Turcia.

## Legături externe
Materiale media legate de Tell Abyad la Wikimedia Commons